# Of Darkness...
Albums de Therion
Beyond Sanctorum
(1992)
Of Darkness... est le premier album du groupe suédois de death metal Therion, publié en février 1991 par Deaf Records.

## Liste des chansons
Toutes les chansons sont écrites et composées par Christofer Johnsson.
| No | Titre                | Durée |
| -- | -------------------- | ----- |
| 1. | The Return           | 5:15  |
| 2. | Asphyxiate with Fear | 4:00  |
| 3. | Morbid Reality       | 6:05  |
| 4. | Megalomaniac         | 4:10  |
| 5. | A Suburb to Hell     | 4:47  |
| 6. | Genocidal Raids      | 5:15  |
| 7. | Time Shall Tell      | 5:07  |
| 8. | Dark Eternity        | 4:45  |